# Ерміт-серподзьоб рудохвостий
Ермі́т-серподзьо́б рудохвостий (Eutoxeres condamini) — вид серпокрильцеподібних птахів родини колібрієвих (Trochilidae). Мешкає в Андах.

## Опис
Довжина птаха становить 13-15 см, вага 8-12,5 г. Верхня частина тіла темно-зелена з бронзовим відблиском, нижня частина тіла білувата з жовтуватим відтінком, поцяткована темно-сірими смужками. На шиї малопомітна блискуча синьо-зелена пляма. Хвіст зелений, на кінці білий, крайні стернові пера охристі. Дзьоб дуже вигутий. Самиці є меншими за самців. У представників підвиду E. c. gracilis дзьоб коротший, нижня частина тіла менш смугаста.

## Підвиди
Виділяють два підвиди:
- E. c. condamini (Bourcier, 1851) — Східний хребет Анд на південному сході Колумбії, в Еквадорі і північному Перу;
- E. c. gracilis Berlepsch & Stolzmann, 1902[5] — Східний хребет Анд в Перу і Болівії.

## Поширення і екологія
Рудохвості ерміти-серподзьоби мешкають в Колумбії, Еквадорі, Перу і Болівії. Вони живуть в тінистому підліску вологих гірських і рівнинних тропічних лісів, а бамбукових заростях, на узліссях і плантаціях, на висоті від 180 до 3300 м над рівнем моря. Вони живляться нектаром геліконій (Heliconia) і Centropogon, а також комахами, яких збирають з павутиння. Темнохвості ерміти-серподзьоби не захищають свою кормову територію, а пересуваються між квітками, збираючи нектар. Під час живлення вони не зависають над квіткою, а сідають на стебла рослин. Початок сезону розмноження у темнохвостів ермітів-серподзьобів залежить від регіону. На початку сезону розмноження самці токують. Самиці будують чашоподібні гнізда, які підвішують з нижньої сторони листа. В кладці 2 яйця. Інкубаційний перірд триває 16-18 днів, пташенята покидають гніздо через 22-24 дні після вилуплення.